# ジェリコ公爵
『ジェリコ公爵』（ジェリコこうしゃく、原題：Le Prince de Jéricho）は、モーリス・ルブランの小説。1929年にル・ジュルナルに連載され1930年に単行本化された。本作にアルセーヌ・ルパンは登場しないが、主人公がルパンを彷彿とさせるキャラクターであるためか、偕成社「アルセーヌ・ルパン全集」、東京創元社「アルセーヌ・リュパン全集」、平凡社「ルパン全集」、日本出版協同「アルセーヌ・ルパン全集」などに収録され、ルパン・シリーズの一つとして扱われる事が多い。